# Jardel Nivaldo Vieira
Jardel Nivaldo Vieira, noto semplicemente come Jardel (Florianópolis, 29 marzo 1986), è un ex calciatore brasiliano, di ruolo difensore.

## Palmarès

### Club

#### Competizioni nazionali
- Campionato portoghese: 5

Benfica: 2013-2014, 2014-2015, 2015-2016, 2016-2017, 2018-2019
- Coppa del Portogallo: 1

Benfica: 2013-2014
- Coppa di Lega portoghese: 5

Benfica: 2010-2011, 2011-2012, 2013-2014, 2014-2015, 2015-2016
- Supercoppa di Portogallo: 3

Benfica: 2014, 2016, 2019

#### Competizioni regionali
- Campionato Baiano: 1

Vitória: 2005
- Campionato paulista: 1

Santos: 2006